# Telchinia ungemachi
Telchinia ungemachi is een vlinder uit de familie van de Nymphalidae. De wetenschappelijke naam van de soort is voor het eerst gepubliceerd in 1927 door Ferdinand Le Cerf.
De soort komt voor in de hooglanden van Ethiopië.